# James Oberg
James Oberg   (Nova York, 7 de novembre de 1944), sovint conegut com a Jim Oberg, és un periodista espacial americà i historiador, va ser considerat com un expert en el programa espacial rus.

## Vida i carrera
Nascut a la Ciutat de Nova York, Oberg va rebre una llicenciatura de.Matemàtiques de l'Ohio Wesleyan University el 1966, un Màster en Ciències en Matemàtica Aplicada (astrodinàmica) de la Universitat de Northwestern el 1969 i un Màster en Ciències de la Computació de la Universitat de Nou Mèxic el 1972.
Després del servei en la Força Aèria dels Estats Units, es va unir a la NASA el 1975, on va treballar fins al 1997 al Johnson Space Center en el Programa del transbordador espacial. Va treballar en el Centre de Control de la Missió per a diverses missions del Transbordador espacial de l'STS-1 en endavant, especialitzada en tècniques de trobades orbitals. Això va culminar en la planificació de l'òrbita de la missió STS-88, el primer vol d'acoblament de l'Estació Espacial Internacional (ISS).
Durant la dècada de 1990, es va veure involucrat en estudis de la NASA del programa espacial soviètic, amb èmfasi particular damunt aspectes de seguretat; aquests sovint s'havien ocultat o minimitzat, i amb l'adveniment de la ISS i el Programa Transbordador–Mir, la NASA tenia ganes d'estudiar-los tant com sigui possible. Ell en privat publicat diversos llibres del programa soviètic (i més tard rus), i esdevenia un dels pocs especialistes occidentals en història espacial russa. Parla anglès, francès, i rus. Sovint ha estat cridat per testificar davant el Congrés dels Estats Units en el programa espacial rus.
El 1999, Oberg autor de la Teoria del Poder Espacial(Space Power Theory), patrocinat per les Forces Armades dels Estats Units com a part d'una campanya oficial per canviar la percepció de la guerra espacial, específicament el desplegament i ús de les armes en l'espai exterior, i les seves implicacions polítiques. "Segons l'opinió de Oberg, l'espai no és una extensió de la guerra aèria, però és únic en si mateix."
Com a periodista, Oberg escriu per diverses publicacions regulars, majoritàriament en línia; sigui anteriorment corresponsal espacial per UPI, ABC i actualment MSNBC, sovint en un damunt-funció d'aire. És un Company de l'organització escèptica CSICOP i un assessor a la seva revista Escèptica Inquirer. Dins desembre 1990, Horitzó, una ciència televisiva britànica i filosofia programa documental, aired una sèrie de tres parts, "el vermell Protagonitza Òrbita," va basar en Oberg llibre del mateix nom. Boston de WGBH va adaptar la sèrie d'Horitzó pel seu Nova sèrie de ciència televisiva, un tres-part miniseries va titular "El Material Correcte rus," el qual aired dins febrer 1991. HBO ha optioned el vermell Protagonitza Òrbita per una producció futura. També dins 1991, Oberg va llançar una batalla per reconeixement oficial de Robert Henry Lawrence, Jr. (1935–1967) com un astronauta dels Estats Units; la Força d'Aire dels Estats Units oficialment va reconèixer Lawrence dins 1997 de gener de sis anys després de Oberg hi havia començat la seva campanya.
Oberg va ser encarregat per la NASA per escriure unes Teories de la conspiració dels allunatges del Programa Apollo. Més tard, la NASA va abandonar el projecte; Oberg ha dit que ell encara té la intenció de perseguir-ho.

## Publicacions
- Oberg, James. New Earths: Restructuring Earth and Other Planets.  Harrisburg, PA: Stackpole Books, 1981. ISBN 978-0-452-00623-2.
- Oberg, James. Red Star in Orbit.  New York: Random House, 1981. ISBN 978-0-394-51429-1.
- Oberg, James. Mission to Mars: Plans and Concepts for the First Manned Landing.  Harrisburg, PA: Stackpole Books, 1982. ISBN 978-0-81170-432-8.
- Oberg, James. UFO's and Outer Space Mysteries: A Sympathetic Skeptic's Report.  Norfolk, VA: Donning Company Publishers, 1982. ISBN 978-0-89865-102-7.
- Oberg, James. The New Race for Space: The U.S. and Russia Leap to the Challenge for Unlimited Rewards.  Harrisburg, PA: Stackpole Books, 1984. ISBN 978-0-8117-2177-6.
- Oberg, James; Oberg, Alcestis R. Pioneering Space: Living on the Next Frontier.  New York: McGraw-Hill, 1986. ISBN 978-0-07-048039-1.
- Oberg, James. Uncovering Soviet Disasters: Exploring the Limits of Glasnost.  New York: Random House, 1988. ISBN 978-0-394-56095-3.
- Oberg, James; Sullivan, Brian R. Space Power Theory.  Colorado Springs, CO: US Air Force Academy, 1999. OCLC 41145918.
- Oberg, James. Star-Crossed Orbits: Inside the U.S.-Russian Space Alliance.  New York: McGraw-Hill, 2001. ISBN 978-0-07137-425-5.